# Kovács Vecei Fanni
Kovács Vecei Fanni (Zenta, 1996. július 12. –) magyar színésznő.

## Életpályája
Zentán született. 2015-ben érettségizett a szentesi Horváth Mihály Gimnáziumban, majd a Nemes Nagy Ágnes Művészeti Szakközépiskolában tanult tovább. 2017-2022 között a Kaposvári Egyetem színész szakán tanult, Bozsik Yvette és Bakos-Kiss Gábor osztályában. 2022-2023 között a nyíregyházi Móricz Zsigmond Színház tagja volt. 2023-tól a Karinthy Színház alakuló társulatának színésznője.

## Színházi szerepei

### Karinthy Színház
- Hamlet
- Árgyélus királyfi és Tündérszép Ilona: Tündérszép Ilona
- Bestseller

### Móricz Zsigmond Színház
- Közellenség: Kanca
- Idétlen időkig: Doris, Természetgyógyász, Ápolónő, Joelle
- Jó estét nyár, jó estét szerelem: Juhász Katalin
- Utas és a holdvilág: Éva
- Kapj el, ha tudsz!: Cheryl Ann
- Teljesen idegenek: Bianka
- Augusztos Oklahomában: Barbara Fordham
- Funny Girl
- Édes Charity

## Filmes és televíziós szerepei
- A Tanár (2020) ...Niki